# Holweide
Holweide (Kölsch Hollwigg) ist ein rechtsrheinischer Stadtteil von Köln im Bezirk Mülheim.

## Lage
Holweide grenzt im Osten an Dellbrück, im Süden an Merheim, im Westen an Buchheim und Mülheim und im Norden an Höhenhaus.

## Geschichte

### Name und frühe Geschichte
Der Name Holweide entstand durch eine über die Zeit erfolgte Zusammenziehung von „Holler Weidt“ und „An der hohlen Weide“. Der Ortsname Holweide wurde 1910 eingeführt für die Zusammenfassung der alten Orte Wichheim und Schweinheim an der Strunde sowie der jüngeren Ansiedlungen Schnellweide und Holweide an der Bergisch-Gladbacher-Straße. 1914 wurde Holweide als Teil der Bürgermeisterei Merheim nach Köln eingemeindet.

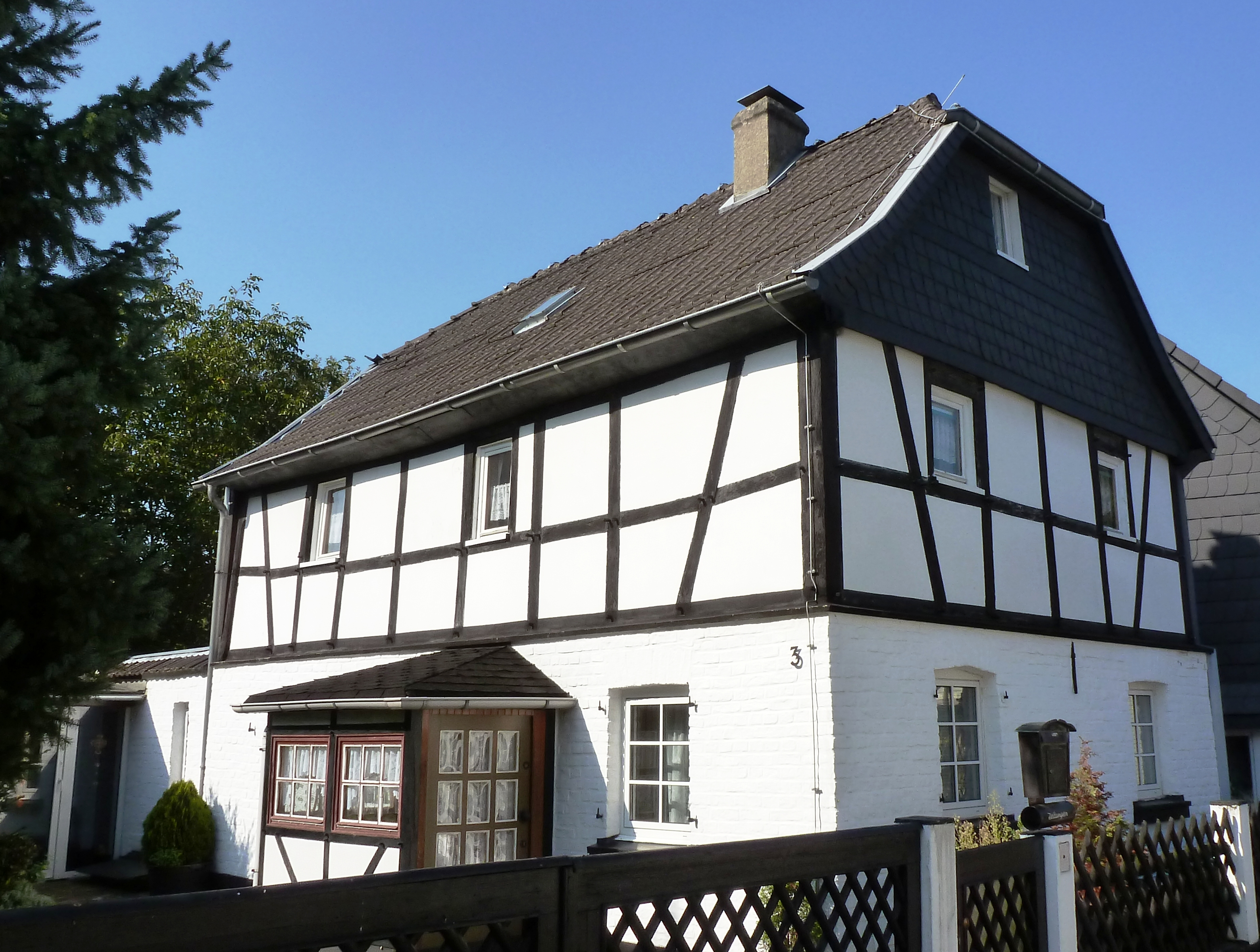
In der Hütte 3 (2011)

Die erste urkundliche Erwähnung aus dem Jahr 1222 betrifft den ehemaligen Rittersitz Burg Iddelsfeld, der noch heute aus einem Hofgut und einer Mühle (18. bzw. 19. Jahrhundert) besteht. Ebenfalls erhalten sind Bauten des 17. bis 19. Jahrhunderts der 1364 erstmals erwähnten Isenburg, während nur noch geringe Teile der Wasserburg „Haus Schlagbaum“ aus dem 16. Jahrhundert vorzufinden sind. Im ehemaligen Dorfkern des Ortsteils Schweinheim existieren noch mehrere historische Häuser, vor allem in der Straße „In der Hütte“ und der „Schweinheimer Straße“ (Kreuzungen zur Kaspar-Düppes-Straße und zur Ferdinand-Stücker-Straße).
1666 wurden die Orte Schweinheim und Wichheim durch die Pest bis auf sieben Überlebende ausgelöscht.

### 20. Jahrhundert

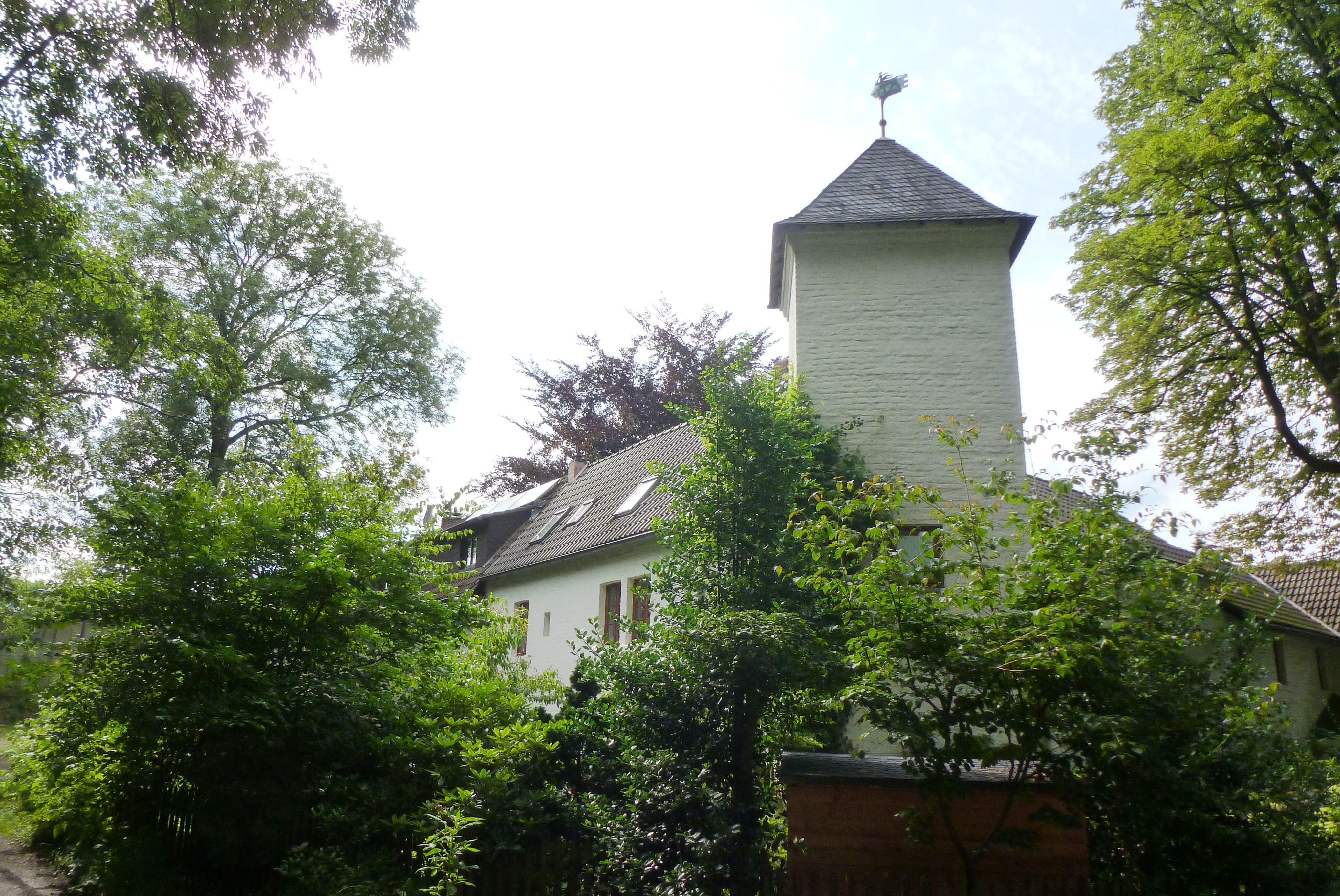
Gut Schlagbaum (2012)

1906 erhielt Holweide Anschluss an die Vorortbahn (Linie G) von Köln über Thielenbruch in Köln-Dellbrück bis Bergisch Gladbach; die Nachfolgelinien 3 und 18 enden in Thielenbruch.
1912 gründete die Bürgerschaft von Holweide die Freiwillige Feuerwehr. Dieser Gründung ging damals eine einjährige Vorbereitungszeit unter Vorstand des damaligen Gemeindesekretärs der Bürgermeisterei Merheim, David, zusammen mit den Herren Oskar Wolf (Gemeinde-Baurat) und weiteren Bürgern voraus. Zu Beginn bestand die Feuerwehr aus 36 Mitgliedern, heute sind 21 Frauen und Männer aktiv (Stand: 2007). 1997 weihte die Freiwillige Feuerwehr, nach zweijähriger Bauzeit, ihr neues Feuerwehrhaus ein. Seit 2007 gibt es auch eine Jugendfeuerwehr.
1926/27 wurde die Pfarrkirche St. Mariä Himmelfahrt in Klinkerbauweise erbaut, sie wurde 2001/2002 generalsaniert. 2004 folgte die Zusammenlegung der kath. Gemeinden St. Mariä Himmelfahrt und St. Anno zur neuen Gemeinde Holweide. Bis in die 70er Jahre existierte in der Pfarrkirche St. Mariä Himmelfahrt eine 2 m hohe Marienstatue, die in Gottesdiensten und am Feiertag St. Mariae Himmelfahrt in der Kuppel nach oben gezogen werden konnte (um die „Himmelfahrt“ der Maria darzustellen).

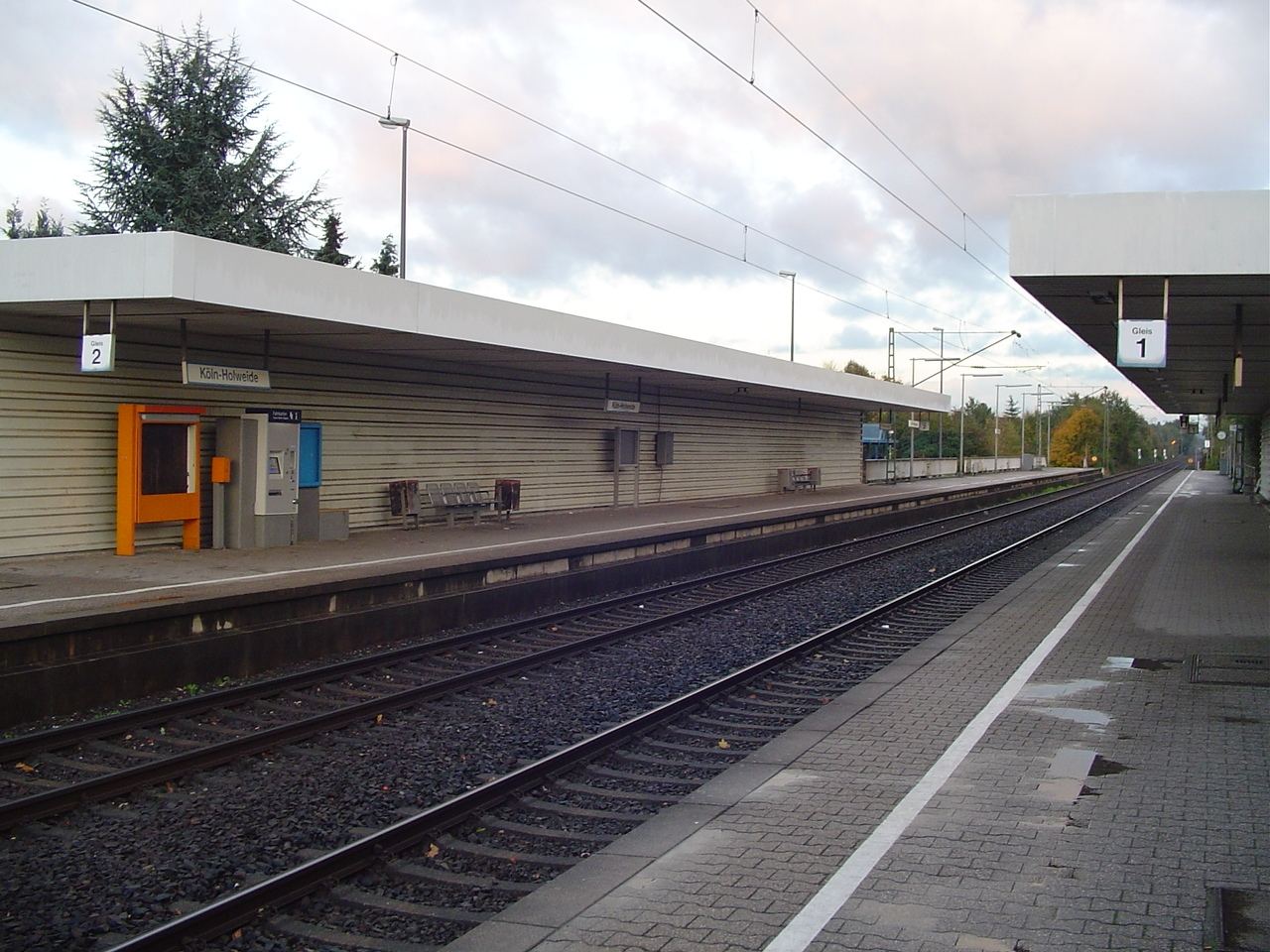
S-Bahnhaltepunkt Köln-Holweide (2006)

Der S-Bahn-Haltepunkt Holweide an der Stadtteilgrenze zu Höhenhaus, an der Strecke der S-Bahn-Linie 11 von Düsseldorf über Köln Hauptbahnhof nach Bergisch Gladbach, wurde infolge einer Privatinitiative eingerichtet.
Eine zunehmende Siedlungstätigkeit nach dem Zweiten Weltkrieg begünstigte die Einrichtung einer Omnibuslinie. Zur besseren Erschließung Holweides wurde mit Beginn des Sommerfahrplans am 9. Juni 1969 die Linie 47 (heute 157) eingerichtet. Diese Linie verbindet die nördlichen Wohnquartiere mit der Stadtbahn und Merheim. Seit Oktober 1976 ist sie verlängert mit Anbindung an die 1975 eröffnete S-Bahn-Linie 11 (S-Bahn-Haltepunkt Holweide) und an die Gesamtschule in Köln-Höhenhaus.
1972 wurde das Krankenhaus Holweide gegründet.
Der alte Fest- und Kirmesplatz Holweide in der Musäusstraße wurde 1995 mit einem großen Häuserblock bebaut. Damit konnte die Holweider Bürgerschaft ihre jährliche Handwerker- und Leistungsschau nicht mehr durchführen und auch die Kirmes, die an katholischen Feiertagen stattfand, verschwand aus dem Ortsbild. Seit 1999 war der Förderverein Holweide um die Neuanlage eines zentralen Marktplatzes bemüht (an der Bergisch Gladbacher Straße, Höhe Pfarrkirche St. Mariä Himmelfahrt), der 2008 eingeweiht wurde.
Die Zahl der Einwohner stieg seit 1997 durch die Erschließung zweier Neubaugebiete um etwa 2.000 (Siedlung Im Oberiddelsfeld und Holweider Heide/Ernst-Cassel-Straße). Doch bereits zuvor trug die durch den Ort führende Bundesstraße zu einer nachhaltigen Belastung der Bevölkerung bei. Ausschlaggebend sind hier die trennende Durchschneidung des Ortes, der starke Lastwagenverkehr und die fehlende Ortsumgehung. Die für letztere ursprünglich vorgesehene Trasse sah eine Anbindung an die A4 (Merheim) vor, wurde durch Anlage des Neubaugebietes Im Oberiddelsfeld aber faktisch unterbunden.

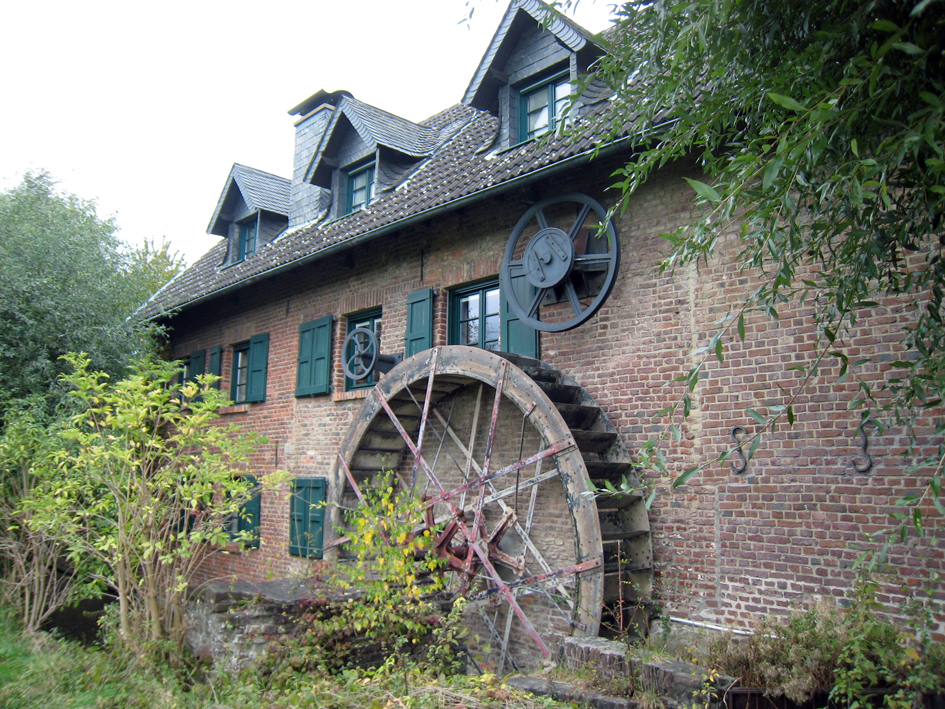
Iddelsfelder Mühle (2012)

## Bevölkerungsstatistik
Struktur der Bevölkerung von Köln-Holweide (2021):
- Durchschnittsalter der Bevölkerung: 42,0 Jahre (Kölner Durchschnitt: 41,4 Jahre)
- Ausländeranteil: 20,7 % (Kölner Durchschnitt: 19,3 %)
- Arbeitslosenquote: 11,0 % (Kölner Durchschnitt: 8,6 %)

## Mühlen an der Strunde
Von den zahlreichen Mühlen an der Strunde, die deren Wasserkraft nutzten, lagen in Holweide drei Mühlen, und zwar die Wichheimer Mühle, die Schweinheimer Mühle und die Iddelsfelder Mühle.

## Kultur und Bildung

### Schulen und Kindergärten
Der Stadtteil verfügt mit drei Grundschulen, einer Sonderschule und der Gesamtschule Holweide (ehemalige Schulleiterin: Anne Ratzki), die für die Entwicklung des Team-Kleingruppen-Modells bekannt geworden ist, über fünf allgemeinbildende Schulen die mit Stand vom 31. Dezember 2007 von 2.771 Schülern besucht wurden. 11 Kindergärten bieten Platz für 785 Kinder (31. Dezember 2007).

### Musik
Die Rheinische Musikschule unterhält ihre Filialstelle Mülheim im Stadtteil Holweide.

### Theater
Im Jahr 2008 übersiedelte das 1989 gegründete Cassiopeia Theater mit seiner von 1999 bis 2008 in der Kölner Altstadt beheimateten Schauspielbühne nach Holweide. Im September 2009 erfolgte die Eröffnung der neuen Cassiopeia Bühne. Blick aufs Wesentliche als erstes professionelles stehendes Theater im rechtsrheinischen Köln. Das Theater ist ein Fachtheater für zeitgenössisches Figurentheater und für Autorentheater.

## Kirchliche Bauten

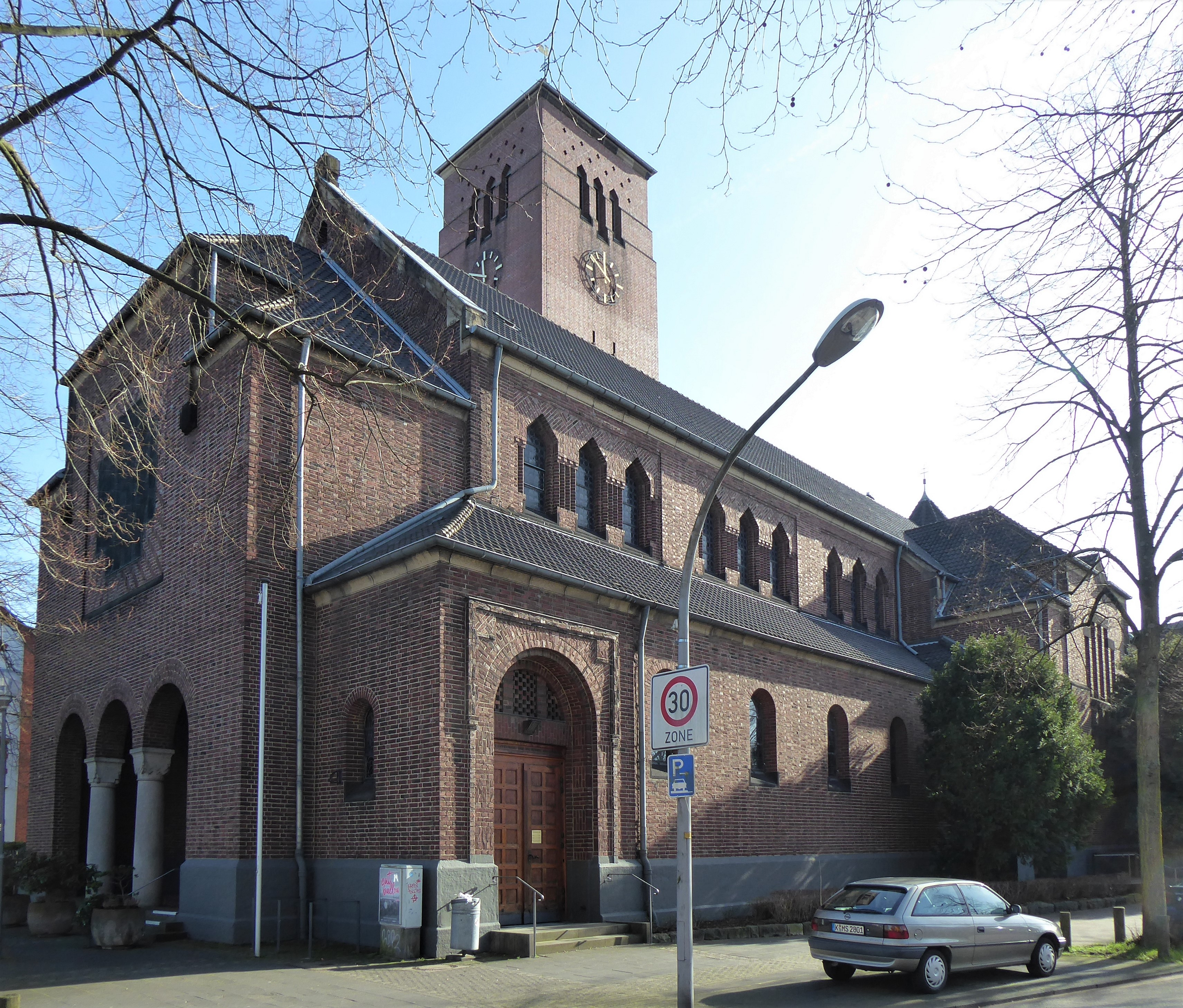
St. Mariä Himmelfahrt (2020)

### Katholische Kirche St. Mariä Himmelfahrt
Die katholische Kirche Sankt Mariä Himmelfahrt, Schnellweider Str. 4 entstand 1926 bis 1927 nach Plänen des Architekten Stephan Mattar (1875–1943) als Nachfolgebau einer Notkirche aus dem 19. Jahrhundert. Die dreischiffige Basilika mit Querhaus, Turm und zweigeschossigem Vorbau an der Eingangsseite zeigt an den Fassaden Klinkerverkleidung und Werksteinschmuck. Stilistisch kann sie dem späten Historismus zugeordnet werden, der hier jedoch mit expressionistischen Formen kombiniert wurde. Von 1957 bis 2006 existierte an dieser Kirche einen Knabenchor, der in seiner Hochphase unter dem Dirigenten Gerhard Hilchenbach Konzerte in Frankreich, Belgien, Österreich und Italien (Pueri Cantores 1975 in Rom) gab. In Zusammenarbeit mit einem Knabenchor aus Paris wurde eine zweisprachige Schallplatte herausgebracht.

### Katholische Kirche St. Anno
Die Katholische Kirche St. Anno wurde nach den Plänen des Architekten Theo Scholten von 1974 bis 1975 errichtet. Ab 2007 erfolgten Erweiterungs- und Umbauten zu Altenwohnungen und ist jetzt katholische Kapelle mit dem Seniorenzentrum St. Anno an der Piccoloministr. 289
- Evangelische Versöhnungskirche (Buschfeldstraße)
- Evangelische-Freie-Gemeinde, Johann-Bensberg-Str. 8
- Kapelle im Krankenhaus Holweide
- Friedhof Holweide mit Kapelle

## Sehenswertes

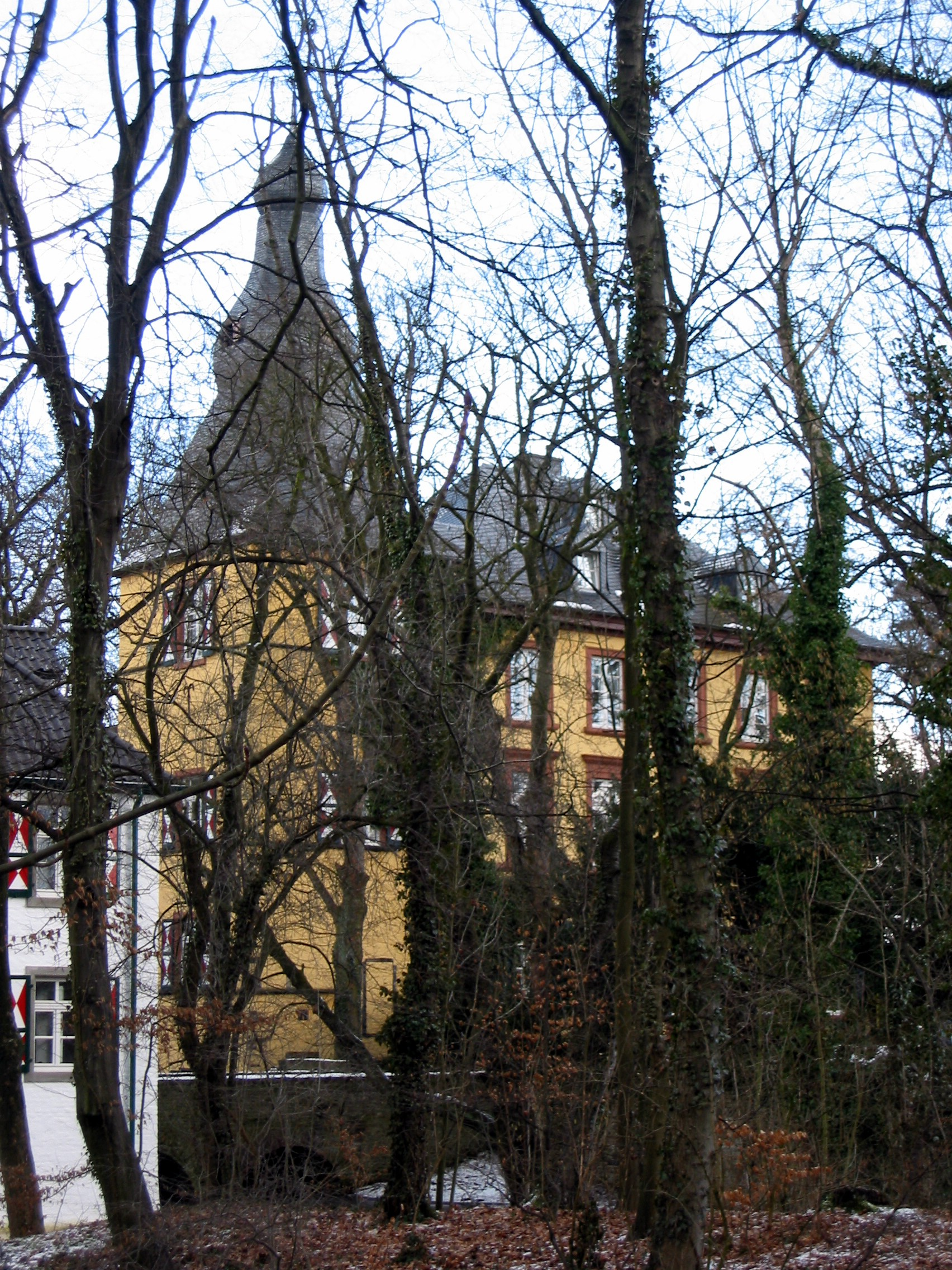
Isenburg (2005)

- Liste der Baudenkmäler im Kölner Stadtteil Holweide
- Gut Schlagbaum, Schlagbaumsweg 1
- Märchensiedlung

sowie entlang der Strunde:
- Gut Iddelsfeld, Neufelder Str. 51
- Haus Isenburg, Johann-Bensberg-Straße 49–65
- Wichheimer Mühle, Wichheimer Str. 276–296